# Rudolf van Rheinfelden
Rudolf van Rheinfelden ook Rudolf van Zwaben genoemd (circa 1025 - Hohenmölsen, 15 oktober 1080) was een Duits aristocraat die van 1057 tot 1079 hertog van Zwaben was. Hij was de schoonbroer van keizer Hendrik IV van het Heilig Roomse Rijk en werd in 1077 door de edelen die tegen keizer Hendrik IV waren verkozen tot tegenkoning van Duitsland. Dit betekende het ontstaan van de Grote Saksische Revolte, het begin van de Investituurstrijd tussen de Heilig Roomse keizer en de paus. Bij de Slag bij Hohenmölsen versloegen zijn legers die van Hendrik IV, maar bij deze veldslag raakte Rudolf zwaargewond en overleed korte tijd nadien aan zijn verwondingen.

## Levensloop
Hij was de zoon van graaf Kuno van Rheinfelden. In 1048 werd hij voor het eerst vermeld als graaf van Sisgau, een plaats in het hertogdom Zwaben.
In 1057 overleed hertog Otto III van Zwaben zonder nakomelingen. Door de regent van het Heilig Roomse Rijk Agnes van Poitou, die optrad in naam van haar minderjarige zoon Hendrik IV, werd Rudolf benoemd tot de nieuwe hertog van Zwaben. Rudolf rivaliseerde samen met Berthold van Zähringen om het hertogdom van Zwaben, maar kon zijn functie afdwingen door Agnes' dochter Matilda te kidnappen. 
In 1059 vroeg hij aan Agnes om Mathildes hand en kreeg de toestemming om met haar te trouwen, wat nog eind dat jaar plaatsvond. Matilda overleed echter al in mei 1060. Rond het jaar 1066 hertrouwde hij met Adelheid van Savoye, de dochter van graaf Otto van Savoye en Adelheid van Susa. De zus van Adelheid, Bertha, huwde hetzelfde jaar met keizer Hendrik IV, waardoor Rudolf en Hendrik IV schoonbroers werden. Met Adelheid kreeg Rudolf een dochter:
- Adelheid (circa 1065 - 1090), gehuwd met Ladislaus I van Hongarije.

Rudolf had ook een zoon Berthold (circa 1060-1090), die vanaf 1079 tegenhertog van Zwaben was. Het is echter niet bekend wie Bertholds moeder is. Waarschijnlijk is het Adelheid van Savoye, maar dan zou zijn geboortejaar waarschijnlijk niet juist zijn.
Keizer Hendrik IV voerde een beleid dat tegen de onwillige Saksische adel gericht was. Dit zou in 1073 de Saksische Rebellie veroorzaken. Aanvankelijk steunde Rudolf de militaire campagne van Hendrik in Thüringen en vocht in 1075 mee in de Slag bij Langensalza, waarbij de Saksen verslagen werden. Na de overwinning vervreemdden Hendrik en Rudolf echter van elkaar en er deden geruchten de ronde dat Rudolf betrokken was bij samenzweringen om de keizer af te zetten.
In maart 1076 brak de Investituurstrijd uit tussen keizer Hendrik IV en paus Gregorius VII, waarbij de keizer door de paus geëxcommuniceerd werd. Rudolf, Berthold van Zähringen en Welf I van Beieren besloten daar iets aan te doen en een verkiezing te organiseren om een nieuwe koning van Duitsland te vinden. Hendrik moest toezien hoe steeds meer leden van de Duitse adel zich van hem afkeerden en realiseerde dat hij iets moest doen om zijn achterban terug te winnen. 
In februari 1077 ontmoetten Rudolf en zijn bondgenoten paus Gregorius in Augsburg. Hendrik wou die ontmoeting tegenhouden door voor de rijksdag in Augsburg een ontmoeting te hebben met de paus om de geplande rijksdag te voorkomen. Zijn tegenstanders hadden echter alle Duitse Alpenpassen geblokkeerd, dus moest Hendrik via Bourgondië naar het afgelegen kasteel van Canossa trekken, waar de paus verbleef om juist een ontmoeting met de keizer te ontlopen. Hendrik vroeg de paus om vergeving, maar Gregorius liet hem drie dagen lang wachten, vooraleer hem te ontvangen en de excommunicatie op te heffen. Hierdoor steunde de paus de rijksdag van Augsburg niet meer.
De tegenstanders van Hendrik zetten echter door en in maart 1077 vond er toch een rijksdag plaats in Augsburg. Bij deze rijksdag werd Rudolf verkozen tot tegenkoning van Duitsland. 
Rudolf wilde in 1078 zijn troepen verzamelen voor een allesbeslissende veldtocht tegen Hendrik. In een poging om dat te voorkomen stuurde Hendrik een leger van 12.000 man, voornamelijk boerensoldaten, om het leger van Welf I van Beieren, bondgenoot van Rudolf, tegen te houden. Zelf viel Hendrik met zijn ridderleger Rudolf aan, voordat hij zich met zijn Saksische troepen had kunnen verenigen. Dit was de Slag bij Mellrichstadt. Hendrik wist Rudolf te verjagen, maar moest zelf ook vluchten toen de Saksische troepen het slagveld bereikten. Welf had ondertussen Hendriks leger verpletterend verslagen, maar kwam te laat om nog deel te hebben aan de gebeurtenissen. De veldtocht van Rudolf was in ieder geval afgelopen.
Hendrik bereikte een belangrijk politiek succes toen Magnus van Saksen na de slag zijn kant koos. Daarna zette Hendrik in mei 1079 Rudolf af als hertog van Zwaben. In januari 1080 nam Hendrik het initiatief tot een nieuwe veldtocht en trok met steun van Boheemse troepen naar Saksen. Op 27 januari kwam het tot een veldslag in Thüringen. Na een dag van manoeuvres begon de veldslag pas om drie uur in de middag. Toen er ook nog een sneeuwstorm opstak werden de gevechten compleet onoverzichtelijk en Hendrik trok zich terug toen het duister inviel. Rudolf eiste daarom de overwinning op, maar de Boheemse troepen hadden de Gouden Lans, een van de symbolen van de koninklijke macht, buit gemaakt.
In oktober 1080 trok Hendrik weer naar Saksen en kwam het tot de Slag bij Hohenmölsen. Hendrik werd bij deze veldslag echter door Rudolf verslagen. Rudolf raakte bij de slag echter zwaargewond en stierf een dag later aan zijn verwondingen. De opstandelingen waren nu hun leider kwijt en veel opstandelingen kozen de kant van Hendrik IV, die zijn keizerlijk gezag uiteindelijk kon herstellen.
vet = keizer · cursief = tegenkoning · 1 = medekoning (in een deelrijk) · 2 = afkomstig uit een andere dynastie